# Benoît-Marie Langénieux
Benoît-Marie Langénieux, francoski rimskokatoliški duhovnik, škof in kardinal, * 15. oktober 1824, Villefranche-sur-Saone, † 1. januar 1905, Reims.

## Življenjepis
21. decembra 1850 je prejel duhovniško posvečenje.
19. junija 1873 je bil imenovan za škofa Tarbesa, potrjen je bil 25. julija in 28. oktobra istega leta je prejel škofovsko posvečenje.
11. novembra 1874 je bil imenovan za nadškofa Reimsa; potrjen je bil 21. decembra istega leta.
7. junija 1886 je bil povzdignjen v kardinala in imenovan za kardinal-duhovnika S. Giovanni a Porta Latina.